# Kampung Melayu Gabungan
Kampung Melayu Gabungan is een bestuurslaag in het regentschap Aceh Tenggara van de provincie Atjeh, Indonesië. Kampung Melayu Gabungan telt 348 inwoners (volkstelling 2010).